# 刘晓军
刘晓军（1962年4月—），男，河北顺平人，中华人民共和国外交官，曾任中华人民共和国驻名古屋总领事。

## 生平
刘晓军毕业于河北师范学院和日本信州大学人文学部，1983年7月加入中国共产党。1984年，任河北师范学院团委副书记。1987年，任中央劳改劳教管理干部学院团委书记，1990年由副处级升正处级。1991年，任共青团河北省委学校部部长。1995年，任团省委正处级干事。1998年，任团省委统战部部长。1999年，任永年县委副书记。2001年，任馆陶县委副书记、县长。2003年，任馆陶县委书记。2004年，任河北省政府外事办公室（省政府侨务办公室）副主任。2008年，兼任河北省委外事工作领导小组办公室副主任。2009年，任石家庄市副市长兼石家庄高新技术产业开发区党工委书记。2011年，免兼开发区党工委书记，任中共石家庄市委常委。2015年，任河北省人民政府外事办公室主任。2019年2月，出任中华人民共和国驻名古屋总领事。2022年7月，自驻名古屋总领事离任。